# Зільке Меллер
Зільке Меллер (нім. Silke Möller; дошлюбне прізвище — Гладіш (нім. Gladisch); нар. 20 червня 1964) — німецька легкоатлетка, яка спеціалізувалася на спринті.
На міжнародних змаганнях представляла НДР.

## Спортивні досягнення
Срібна призерка олімпійських змагань з естафетного бігу 4×100 метрів (1988). Фіналістка (5-е місце) олімпійських змагань з бігу на 200 метрів (1988). Також брала участь у олімпійських змаганнях 1988 року з бігу на 100 метрів, але зупинилась на півфінальній стадії.
Чемпіонка світу з бігу на 100 метрів (1987), 200 метрів (1987) та естафетного бігу 4×100 метрів (1983). Срібна призерка чемпіонату світу з естафетного бігу 4×100 метрів (1987).
Переможниця Кубків світу з бігу на 200 метрів (1989) та естафетного бігу 4×100 метрів (1985, 1989). Посіла 3-є місце у змаганнях з бігу на 100 метрів на Кубку світу (1989).
Чемпіонка світу в приміщенні з бігу на 60 метрів (1985).
Чемпіонка Європи з естафетного бігу 4×100 метрів (1986, 1990). Срібна призерка чемпіонату Європи з бігу на 100 метрів (1990). Бронзова призерка чемпіонату Європи з бігу на 200 метрів (1986). Фіналістка (4-е місце) змагань з бігу на 100 метрів на чемпіонаті Європи (1986).
Срібна призерка чемпіонатів Європи в приміщенні з бігу на 60 метрів (1983, 1988). Бронзова призерка чемпіонату Європи в приміщенні з бігу на 60 метрів (1986). Фіналістка (4-е місце) змагань з бігу на 60 метрів на чемпіонаті Європи в приміщенні (1985).
Переможниця змагань з бігу на 200 метрів (1987, 1989) та естафетного бігу 4×100 метрів (1983, 1985, 1987, 1989) на Кубках Європи.
Чемпіонка Європи серед юніорів з естафетного бігу 4×100 метрів (1981).
Чемпіонка НДР з бігу на 100 метрів (1986, 1987) та 200 метрів (1987, 1989). Чемпіонка НДР в приміщенні з бігу на 60 метрів та 100 ярдів (1988).
Ексрекордсменка світу з естафетного бігу 4×100 метрів — 41,53 (1983) та 41,37 (1985).

## Визнання
- Спортсменка року в НДР (1987)